# 21827 Chingzhu
21827 Chingzhu este un asteroid din centura principală de asteroizi.

## Descriere
21827 Chingzhu este un asteroid din centura principală de asteroizi. A fost descoperit pe 2 octombrie 1999 la Socorro, New Mexico, în cadrul proiectului LINEAR. Asteroidul prezintă o orbită caracterizată de o semiaxă mare de 2,44 ua, o excentricitate de 0,05 și o înclinație de 8,2° în raport cu ecliptica.